# 中央競馬実況中継 (ABCラジオ)
中央競馬実況中継（ちゅうおうけいばじっきょうちゅうけい）は、1975年11月9日から2013年3月までABCラジオ（朝日放送）で日曜日の午後に放送されていた中央競馬中継。単独番組としての放送を1980年9月28日で終了した後も、ABC自社制作の生ワイド番組や『ABCフレッシュアップベースボール』（阪神タイガースのデーゲーム中継）の内包コーナー「THE KEIBA」として、関東・関西開催のGI競走（または関西開催のGII競走）のメインレースを中継していた。

## 概要
1975年11月9日（菊花賞当日）から、『ABC中央競馬中継』として日曜日の午後（12:10 - 16:30）に放送を開始。虫明亜呂無（作家）をレギュラーゲストに迎え、「競馬はロマンだ」をテーマにレース解説だけでなく、競馬をめぐるさまざまなドラマも紹介していた。1976年4月改編からは九州朝日放送（KBCラジオ）にもこの番組がネットされていた。1980年10月改編でレギュラー番組としては終了することになり、同年9月28日が最終回となった。KBCラジオはABCのレギュラー放送終了に伴い、毎日放送『日曜競馬』のネットに切り替え、2018年12月まで継続した。
なお『ABC中央競馬中継』として放送していた時代には、1月5日の金杯や4月29日の天皇賞（春）が日曜日以外に開催された場合でも中継を行っていた。
「THE KEIBA」へ移行してからは、ABCの自社制作で中継する場合に、地元大阪で発行されていた競馬専門紙『競馬ニホン』の記者1名がレース解説者として出演。『フレッシュアップベースボール』へ内包する場合には、原則としてメインレースの時間帯のみプロ野球中継を中断していた。また、編成上の事情などで、レースの終了後に録音で実況音源を流す場合もあった。ちなみに、メインレースの払戻金については、生ワイド番組のパーソナリティか『フレッシュアップベースボール』スタジオ担当の女性タレントが着順確定後に発表していた。

関東地区開催のメインレース中継については、東京放送（現在のTBSラジオ）が制作を担当。2008年2月までは裏送りで放送していた。その後は、『爆笑問題の日曜サンデー』（関東ローカルの生ワイド番組）向けの実況を同時ネット。関西地区開催のメインレースについては、『日曜サンデー』開始直後（2008年4月13日）の桜花賞でABC制作分中継の同時ネットを実施しただけで、以降はTBS放送センターのスタジオでの「オフチューブ」（TBSの競馬担当アナウンサーがレースの映像を見ながら独自に実況する）方式に変更された。
2011年、日本ダービーを、番組史上初めて東京競馬場からABC自社制作で生中継。2012年には、日本ダービーに加えて、有馬記念も中山競馬場から自社制作で放送した。
2013年4月改編でプロ野球デーゲームの完全中継を優先するため、ABCは38年間続いた競馬開催当日の中継から撤退。当番組も放送されなくなった。ただし、関西地区のGIレースについては、撤退後もレース翌日に放送される『ジョッキー・ルーム』（後述）内で実況の音源を流すことがある。

## 歴代実況アナウンサー
ABC
- 西野義和
- 保坂和拓
- 島田大
- 松原宏樹
- 嶋田崇彦（1976年の天皇賞・春で重賞実況デビュー）
- 黒田昭夫
- 兼田正広
- 山下剛（2011年の日本ダービーを実況）
- 高野純一（2009年4月から山下と交互に担当）

TBS
- 宮澤隆
- 清原正博
- 小笠原亘
- 藤森祥平

## 当中継を内包していたABCラジオの生ワイド番組
- 『サンデー・エクスプレス』（2006年4月 - 2007年3月）
- 『ABCフレッシュアップJAM』（2007年4月 - 2008年6月）[7]
- 『サンデーミュージックアワー 浦川泰幸の気分はトレンディ!』（2008年7月 - 2010年3月）[7]
- 『日曜さくらい倶楽部』（2010年4月 - 2012年12月）[7]
- 『STAR☆MUSIC☆SUNDAY』（2013年1月 - 2013年3月）[7]
  - ABCフレッシュアップベースボール（プロ野球阪神タイガースデーゲーム開催日。）[7]

## 関連番組HP
- ジョッキー・ルーム